# Mischabel-Weissmies-Alpen

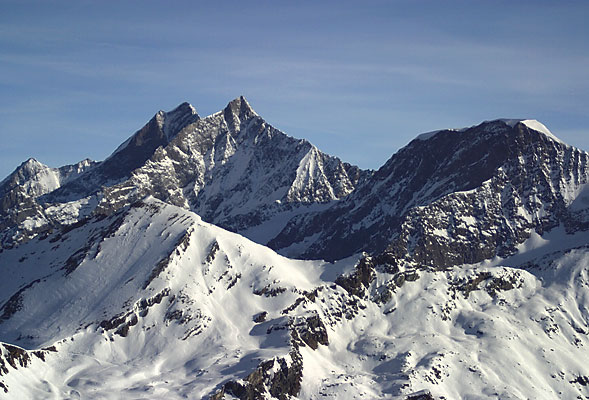
Dom

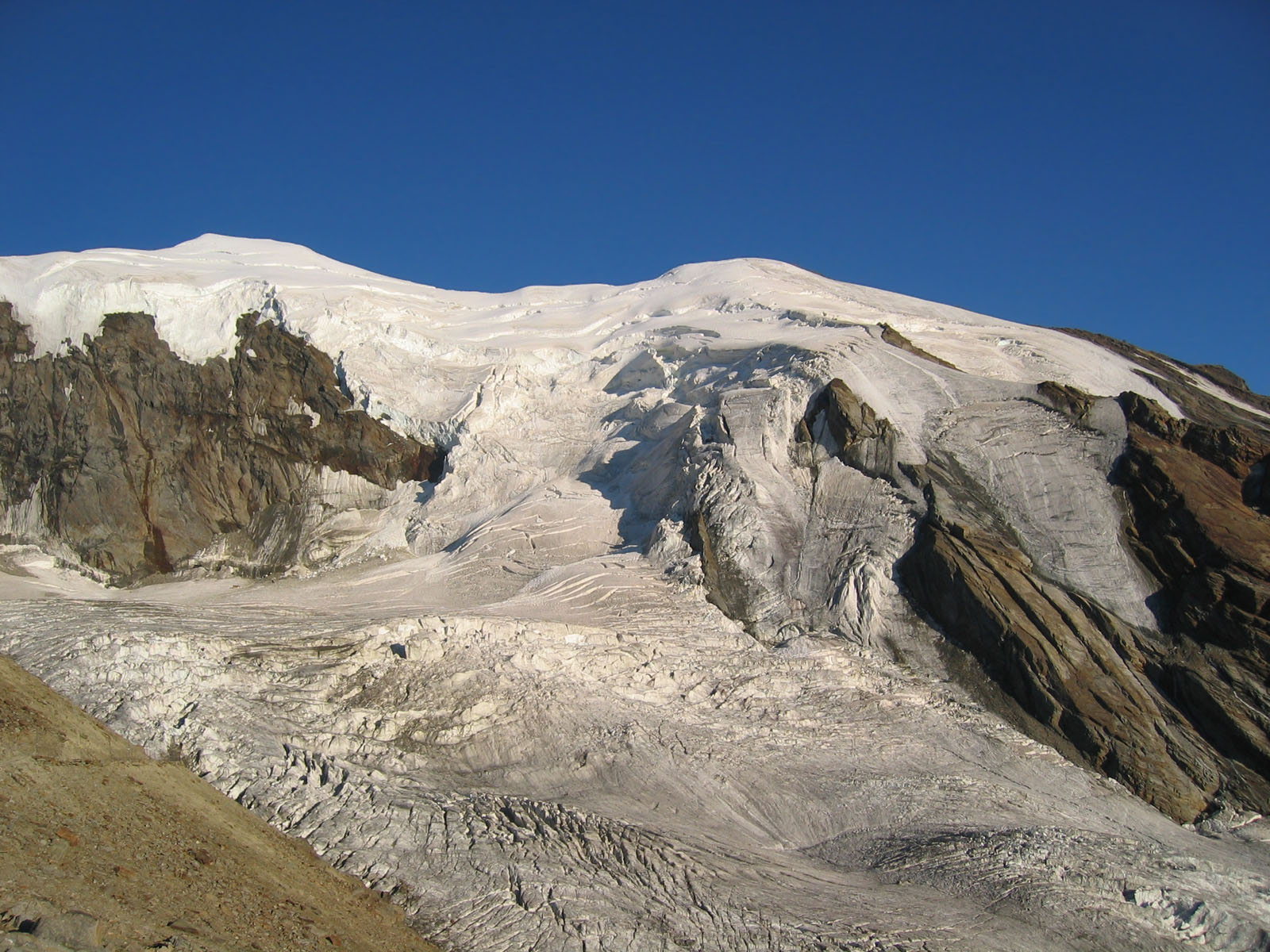
Weissmies

Mischabel-Weissmies-Alpen lub Alpi del Mischabel e del Weissmies – grupa górska w Alpach Zachodnich. Leży na granicy między Włochami (region Dolina Aosty) a Szwajcarią (kanton Valais). Jest częścią Alp Pennińskich. Grupa graniczy z: Alpami Berneńskimi na północy, Monte Leone-Sankt Gotthard-Alpen na północnym wschodzie, Alpami Ticino i Verbano na wschodzie, masywem Monte Rosa na południu oraz Alpami Weisshorn i Matterhorn na zachodzie. Najwyższym szczytem grupy jest Dom, który osiąga wysokość 4545 m. W skład grupy, według klasyfikacji Suddivisione Orografica Internazionale Unificata del Sistema Alpino (w skrócie SOIUSA), wchodzą masywy: Allalin, Mischabel, Weissmies i Andolla.
Najwyższe szczyty:
- Dom – 4545 m,
- Täschhorn – 4491 m,
- Nadelhorn – 4327 m,
- Lenzspitze – 4294 m,
- Stecknadelhorn – 4241 m,
- Hohberghorn – 4219 m,
- Alphubel – 4206 m,
- Rimpfischhorn – 4199,
- Strahlhorn – 4190 m,
- Weissmies – 4023 m,
- Lagginhorn – 4010 m,
- Fletschhorn – 3993 m,
- Pizzo d'Andolla – 3656 m,
- Punta di Saas – 3188 m.